# 63. pehotni polk (Avstro-Ogrska)
Za druge 63. polke glejte 63. polk.
63. pehotni polk (izvirno nemško Infanterie-Regiment Nr. 63; dobesedno slovensko: Pehotni polk št. 63) je bil pehotni polk k.u.k. Heera.

## Poimenovanje
- Ungarisches Infanterie Regiment »von Pitreich« Nr. 63
- Infanterie Regiment Nr. 63 (1915 - 1918)

## Zgodovina
Polk je bil ustanovljen leta februarja 1860 v Innsbrucku s tremi bataljoni iz obstoječih polkov: 
- 3. bataljon, 41. pehotni polk,
- 2. bataljon, 62. pehotni polk in
- 3. bataljon, 62. pehotni polk.[4]

### Prva svetovna vojna
Polkovna narodnostna sestava leta 1914 je bila sledeča: 73% Romunov in 27% drugih. Naborni okraj polka je bil v Bistritzu, pri čemer so bile polkovne enote garnizirane sledeče: Bistritz (štab, II. - IV. btl) in Mostar (I. bataljon).
Med prvo svetovno vojno se je polk bojeval tudi na soški fronti; bojeval se je že v prvi soški ofenzivi.
V sklopu t. i. Conradovih reform leta 1918 (od junija naprej) je bilo znižano število polkovnih bataljonov na 3.

## Organizacija
1918 (po reformi)
- 2. bataljon
- 3. bataljon
- 4. bataljon

## Poveljniki polka
- 1865: Anton von Schönfeld[10]
- 1879: Alexander Mayer[11]
- 1908: Kamillo Wittmann[12]
- 1914: Johann Hefner[1]